# Monellots
Els Monellots és un edifici de Sant Bartomeu del Grau (Osona) inclòs a l'Inventari del Patrimoni Arquitectònic de Catalunya.

## Descripció
Es tracta d'un edifici de dos pisos i golfes amb els murs de pedres irregulars i morter, restaurat diverses vegades. La construcció és de planta rectangular i la coberta, de teula àrab, a doble vessant i lateral a la porta d'entrada. Totes les obertures tenen llinda de pedra i la de pa porta d'entrada presenta la data 1724. La casa està voltada de diverses construccions annexes que fan de corts o de pallers.

## Història
La data de la llinda de pedra de la porta d'entrada a la casa és del 1724.